# 联盟航空发动机科学技术联合体
“联盟”航空发动机科学技术联合体是苏联的一家航空发动机设计与制造的企业。到2014年初，雇员数量仅为高峰时期的1/30，设计师为1/15。 

## 历史
1942年2月18日苏联航空工业人民委员的命令，苏联航空工艺与生产组织研究院(оргавиапром）的第八分院下属478厂为基础，隶属于航空工业人民委员部第6总局。1943年2月18日根据航空工业人民委员的命令，组建了第300设计局及其配套的第300工厂，成为苏联第一个专门的航空发动机设计局，负责人为亚历山大·亚历山德罗维奇·米库林。 
1955年1月10日由于超高音速发动机路线之争被解职，被谢尔盖·康斯坦丁诺维奇·图曼斯基替代。1964年第500设计局并入第300设计局。1967年1月1日，第300工厂获得公开名称“莫斯科‘联盟’机械制造厂”。
1981年10月13日更名为“联盟”航空发动机科学技术联合体。 
其所设计的发动机创造了超过100项世界纪录。

## 发动机
- АМ-3（俄语：АМ-3）用于图-16轰炸机, 米亚-4轰炸机, 图-104客机
- АМ-5（俄语：АМ-5）用于雅克-25
- РД-9Б（俄语：РД-9Б）(АМ-9) 用于米格-19
- Р-11-300(АМ-11) 用于米格-21
- Р15Б-300（俄语：Р15Б-300）用于米格-25
- Р95-300（俄语：Р95-300）亚音速巡航导弹
- Р79В-300（俄语：Р79В-300）用于雅克-141
- РД-1700（俄语：РД-1700） 用于米格-AT

## 领导人
- 1943年2月18日 — 亚历山大·亚历山德罗维奇·米库林
- 1955年2月 — 谢尔盖·康斯坦丁诺维奇·图曼斯基（Sergei Konstantinovich Tumansky)
- 1973年 — 奥列格·尼古拉耶维奇·弗沃斯基（Oleg Nikolaevich Favorsky）
- 1987年 — В. К. Кобченко
- 2001年 — М. О. Окроян
- 2005年 — 尼古拉·尼古拉耶维奇·雅科夫列夫
- 2008年 — 列夫·尼古拉耶维奇·谢韦多夫（Lev Nikolaevich Shvedov）